# Droga wojewódzka nr 262
Droga wojewódzka nr 262 (DW262) – droga wojewódzka o długości 28 km, łącząca DW263 koło Przecława z DK15 w Kwieciszewie.

## Miejscowości leżące przy trasie DW262
- Ostrowite
- Siernicze Małe
- Adamowo
- Orchowo
- Myślątkowo
- Gębice
- Kwieciszewo